# Zoilamérica Ortega Murillo
Zoilamérica Ortega Murillo (Managua, 13 novembre 1967) è una politica, attivista femminista e per i diritti LGBT nicaraguense.

## Biografia
È figlia della poetessa, first lady e co-presidente del Nicaragua, Rosario Murillo, e di Jorge Narváez Parajón. Il padre è morto quand'era bambina. La madre nel 2005 ha sposato il presidente Daniel Ortega.
È stata deputata all'Assemblea Nazionale del Nicaragua.
Sociologa, dopo le accuse rivolte al patrigno vive in esilio in Costa Rica, dov'è docente universitaria.
È consulente per la Comunidad Casabierta, un'associazione che si dedica alla tutela dei diritti delle persone omosessuali, bisessuali, transessuali e intersessuali della Costa Rica.
Nel 1998 ha accusato di stupro il patrigno Daniel Ortega, dichiarando di essere stata sistematicamente abusata sin dal 1979 quando aveva 9 anni. Daniel Ortega ha negato le accuse. Il procedimento penale non ha avuto luogo in quanto Daniel Ortega ha beneficiato dell'immunità parlamentare.

Sul patrigno ha dichiarato: 
()